# Slovensko na Letních olympijských hrách 2020
Slovensko na Letních olympijských hrách 2020 reprezentuje celkem 41 sportovců ve 13 sportech. Jedná se o sedmou účast této země od rozdělení Československa.

## Medailisté
| Medaile | Jméno sportovce                                | Sport                     | Disciplína         | Datum dosažení |
| ------- | ---------------------------------------------- | ------------------------- | ------------------ | -------------- |
| Zlato   | Zuzana Rehák Štefečeková                       | Sportovní střelba         | Ženy – trap        | 29. července   |
| Stříbro | Jakub Grigar                                   | Kanoistika (vodní slalom) | Muži – K1 slalom   | 30. července   |
| Stříbro | Rory Sabbatini                                 | Golf                      | Muži – jednotlivci | 1. srpna       |
| Bronz   | Samuel Baláž Denis Myšák Erik Vlček Adam Botek | Kanoistika (rychlostní)   | Muži – K4 500m     | 7. srpna       |

## Počet soutěžících v jednotlivých sportech
| Sport                | Druh sportu  | Muži | Ženy | Celkem |
| -------------------- | ------------ | ---- | ---- | ------ |
| Atletika             | -            | 5    | 4    | 9      |
| Badminton            | -            | 0    | 1    | 1      |
| Box                  | -            | 1    | 0    | 1      |
| Cyklistika           | silniční     | 2    | 0    | 2      |
| Golf                 | -            | 1    | 0    | 1      |
| Sportovní gymnastika | -            | 0    | 1    | 1      |
| Kanoistika           | rychlostní   | 5    | 0    | 9      |
| Kanoistika           | vodní slalom | 2    | 2    | 9      |
| Lukostřelba          | -            | 0    | 1    | 1      |
| Plavání              | -            | 1    | 1    | 2      |
| Sportovní střelba    | -            | 4    | 3    | 7      |
| Stolní tenis         | -            | 2    | 1    | 3      |
| Tenis                | -            | 3    | 0    | 3      |
| Zápas                | -            | 1    | 0    | 1      |
| Celkem               | Celkem       | 27   | 14   | 41     |